# Метилртуть
Метилртуть — металлоорганический катион ртути c химической формулой [CH3Hg]+.

## Химические свойства
Этот катион легко соединяется с такими анионами, как Cl−, OH−, NO−
3. Это токсичное соединение способно накапливаться в организме и вызывать болезнь Минамата. Образуется, как правило, в результате метаболизма донных микроорганизмов при выбросе ртути в водоёмы. Вещество очень ядовито. Образует очень устойчивые соединения с остатком цистеина в белках и глутатионе. Токсичность больше, чем у ртути, за счёт более активного взаимодействия с сульфгидрильными группами ферментов и, как следствие, инактивации этих ферментов. Симптомы отравления сходны с характерными для отравления тяжёлыми металлами (в частности, ртутью), но более выражено поражение нервной системы.